# 鞏県石窟

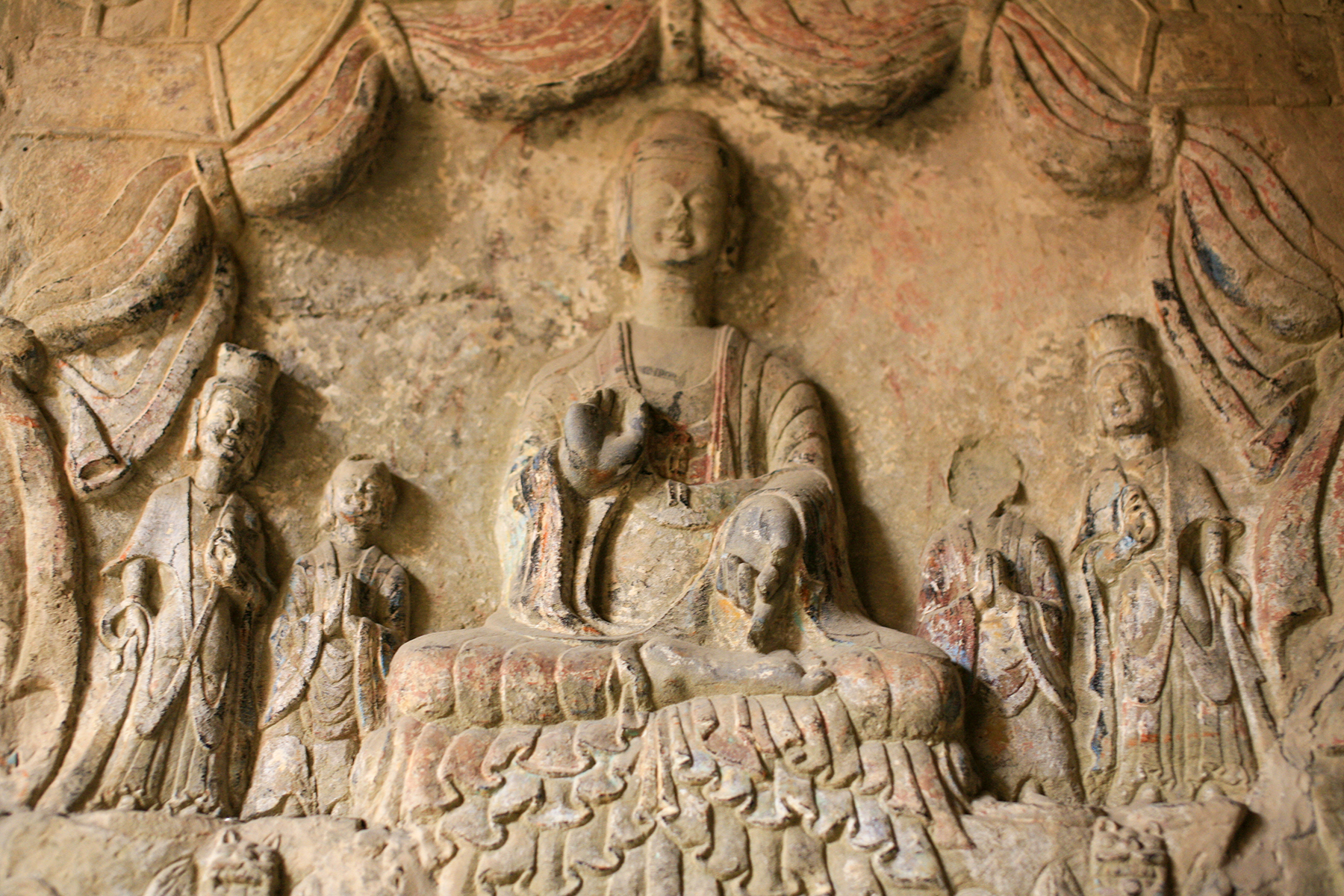
第4窟西壁主龕

鞏県石窟（きょうけんせっくつ）とは、中国河南省中部にある鞏義市（かつての鞏県）にある石窟寺院。北魏後期に開鑿された5つの石窟を中心とし、宋に至るまで増拡された。遺跡全体で石窟が5窟、大摩崖像が3体、千仏龕が1基、像造龕が328基に及び、それらに刻まれた仏像は約7743体を数える。その他に銘文、碑文、経文、鐘讃、詩文なども彫られている。
鞏県石窟を有する寺院の名称は、建立当初は希元寺で、開基は孝文帝と伝わる。希元寺は北魏王朝専用の寺院とする説が有力で、6世紀初頭に開鑿された5窟は明確な構想・計画に基づいて造られている。しかし河陰の変をきっかけに北魏が衰退していくと信仰の担い手は民間に移り、多くの仏龕などが無計画に追刻されていった。寺の名称も唐・宋代には浄土寺、明代には浄土禅寺と改称され、清代から現在に至るまで石窟寺を称する。
鞏県石窟は、同じ北魏の石窟である雲崗石窟や龍門石窟に比べると知名度は低いが、これらの流れを汲む彫刻群がよく残されており、続く北斉・隋の様式への転換がみられる点においても中国彫刻史で重要な遺例とされている。

## 所在地と概要
鞏県は河南省の中部に位置し、黄河の南岸に存する。鞏県石窟は北に大力山、南は洛水に面し、洛陽故城から東へ44キロメートルに位置する交通の要衝にある。西北5キロメートルの位置には、黄河の重要な渡し場で軍を駐留させていた小平津があった。
安金槐は、希元寺は禁苑としての性格を持ち、一般の信者が参拝できる寺院ではなかったとしている。八木春生も安説に概ね同意し、石窟を開鑿した人物を霊太后と推測する。いっぽうで宿白は、石窟内の碑文から北魏王朝の石窟とする説に疑問を呈し、北魏王朝の臣下である滎陽の鄭氏が創建した可能性を指摘する。
鞏県石窟は、全体が東・中・西の3区に分けられている。西区には第1窟・第2窟、東区には第3窟・第4窟・第5窟と千仏龕があり、中区には北斉期の仏龕が彫られている。また陳明達は、鞏県石窟の摩崖大仏を比較的早い遺例としたうえで、唐代に隆盛する摩崖大仏の嚆矢と位置付けている。

## 石窟と彫刻
5つある石窟のうち第2窟は未完のまま放棄され、のち（おそらく東魏期）に小龕が追刻されているが、ほかの4窟はいずれも北魏期に完成された。また、完成している4窟の平面はほぼ正方形なのに対し、未完の第2窟は異なる形状になっている。未完の第2窟を含め、第1窟から第4窟までは奥行きが5m程度の中大型窟で、中心に柱をもつ中心塔柱窟（塔廟窟）である。いっぽう第5窟は奥行きが3m程度の中型窟で、柱を持たない仏殿窟である。第1窟から第4窟までが中心塔柱をもつ理由については、岩盤の弱さとする見解がある。
石窟の規模が小さいことについて安金槐は、帝后のためだけの石窟であったためとしている。また八木は石窟内に彫られている伎楽天が隋以降の墓室と共通することを指摘し、個人レベルで祖霊の祀るために墓前に建てられた祠堂と同様の性質があったとしている。
窟全体の主題について陳は、第1窟の外壁面の入口左右に一仏二菩薩の磨崖仏があるとした上で、龍門石窟の賓陽三洞の三世仏を簡略したものとする。また第3窟・第4窟についても第1窟をさらに簡略化したものと推測している。いっぽうで八木は、入口左右にある金剛力士像のさらに外側に一仏二菩薩が彫られることに違和感があるとして三世仏とする説に疑問を呈し、龍門石窟など従前の石窟とは異なる仏教美術と民間信仰を融合した理想空間を目指したとしている。
石窟内の彫刻は主要な仏像が盗難されているものの帝后礼仏図や伎楽天・神王・怪獣などの像のほか、天上面や床面の彫刻などが良い状態で保存されている。第1窟・第3窟・第4窟にある中心塔柱は四角柱で、4面それぞれに仏像などが彫刻される。また中心塔柱を囲む周壁のうち、入口のある南面には帝后礼仏図などが彫られ、その他の3面には仏龕がつくられており三壁三龕形式となっている。中心塔柱を持たない第5窟は、入口のある南面には蓮華に載る如来立像が彫られるが、他の3面はやはり三壁三龕形式である。
彫刻の様式については、従前の5世紀末に流行した風に抗するような姿や衣を翻すような表現、あるいは張りのある体躯の様式は失われ、また衣文線は簡略化が進む点に隋唐期への萌芽が見られる。また窟外の千仏龕や小龕の多くは北魏以降の追刻で、とくに唐代彫刻の優品が少なくない。

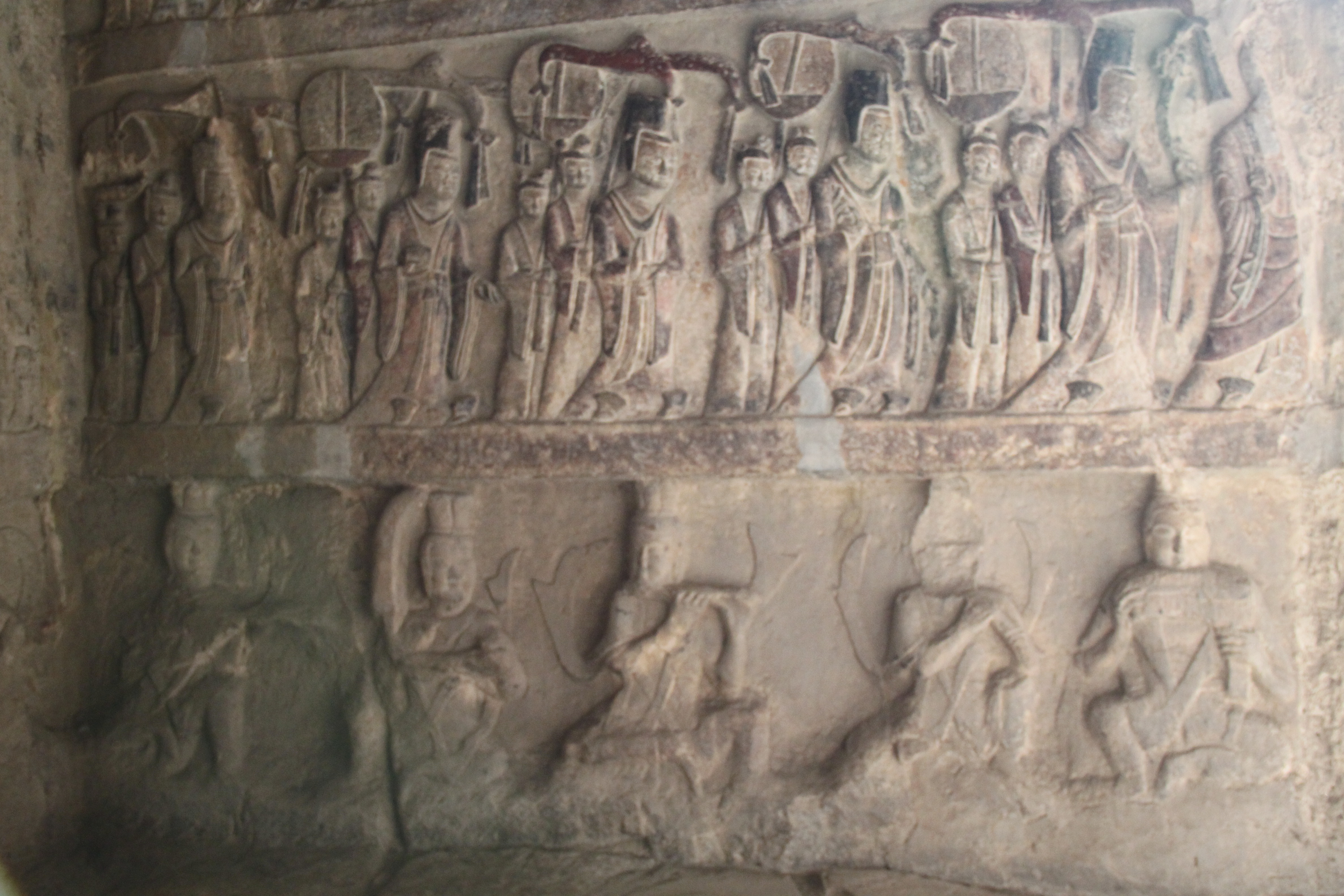
第1窟南壁東側の帝后礼仏図（上段・3輻あるうちの最下層）と伎楽天（下段）
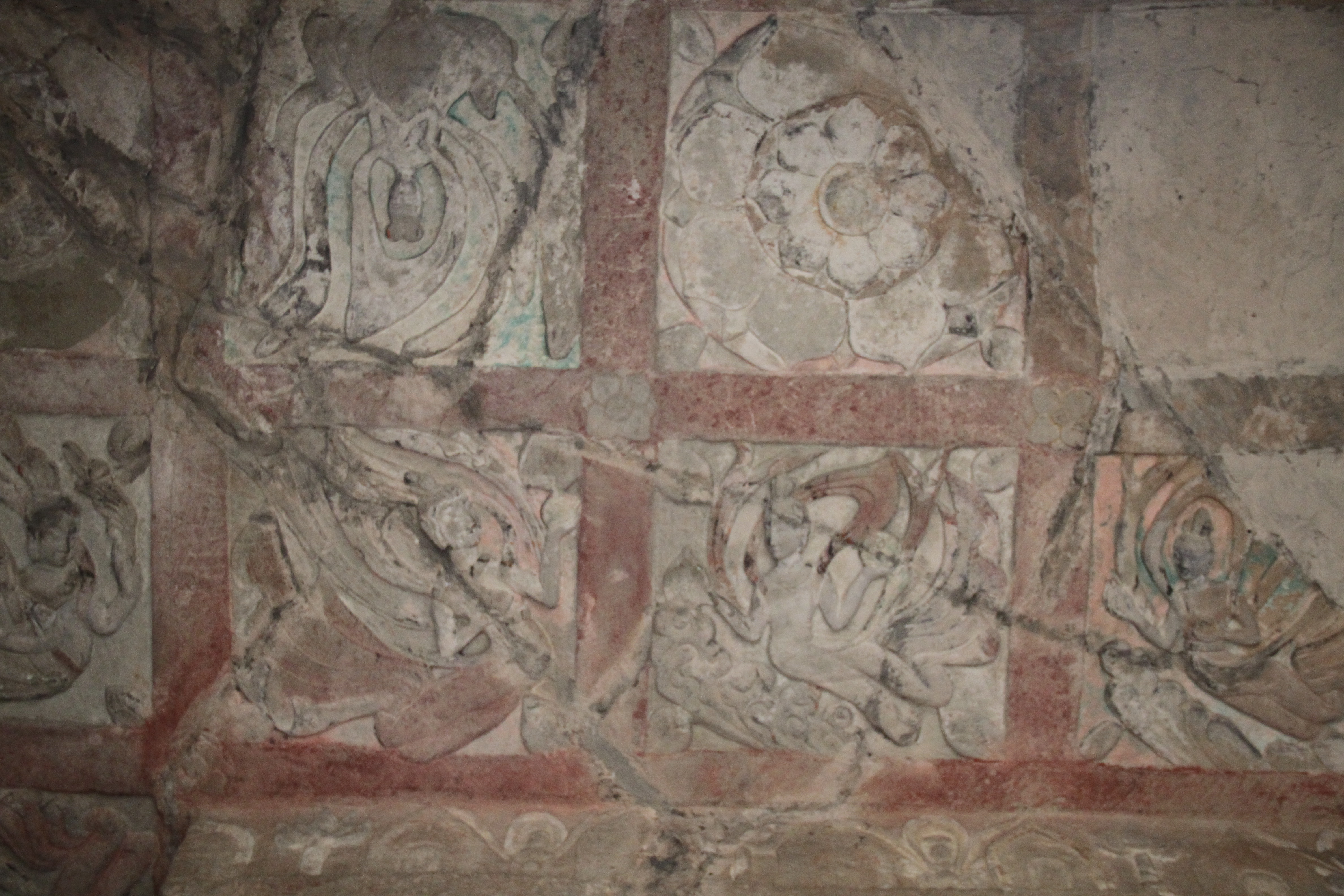
天井彫刻
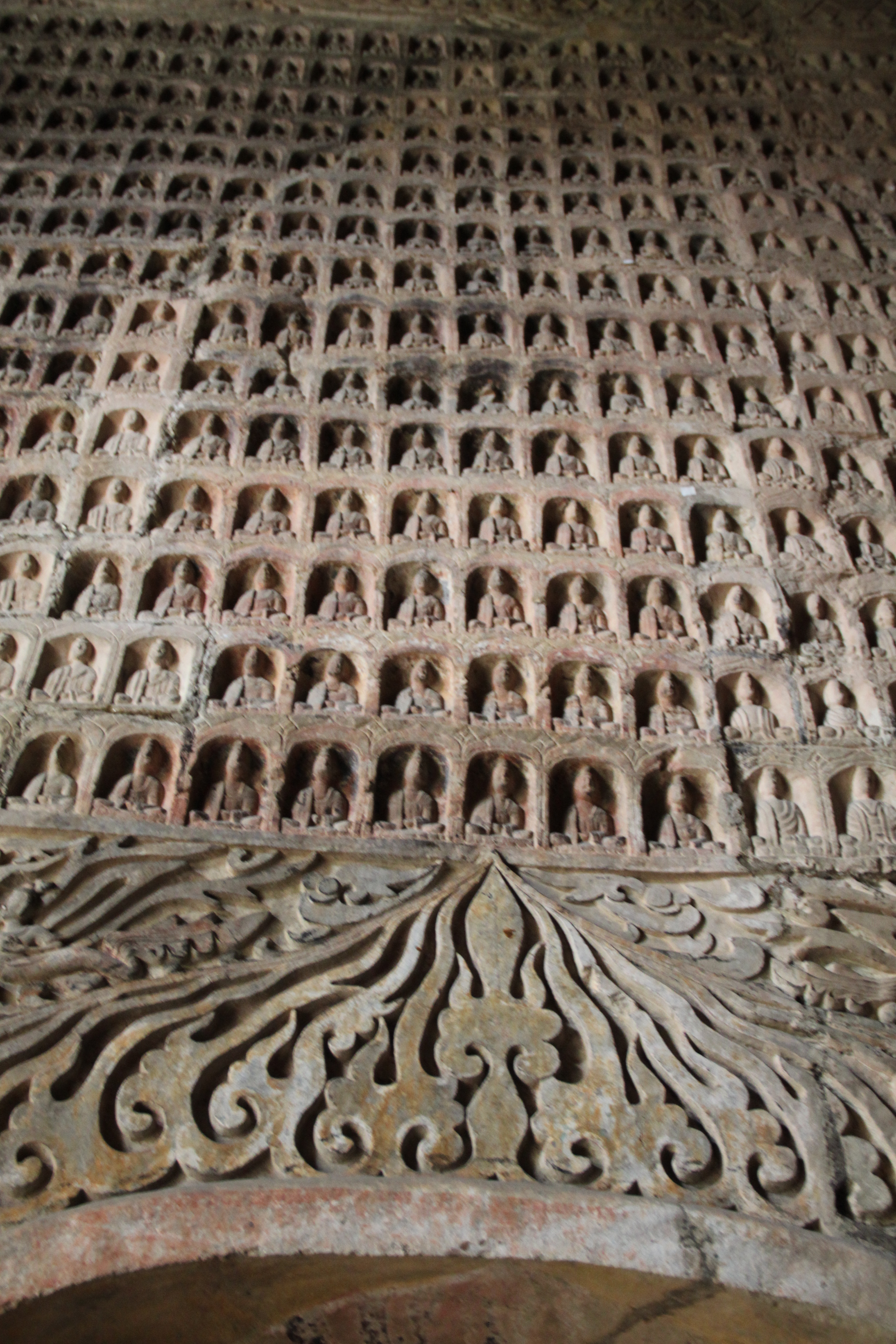
仏龕楣の彫刻とその上の千仏像
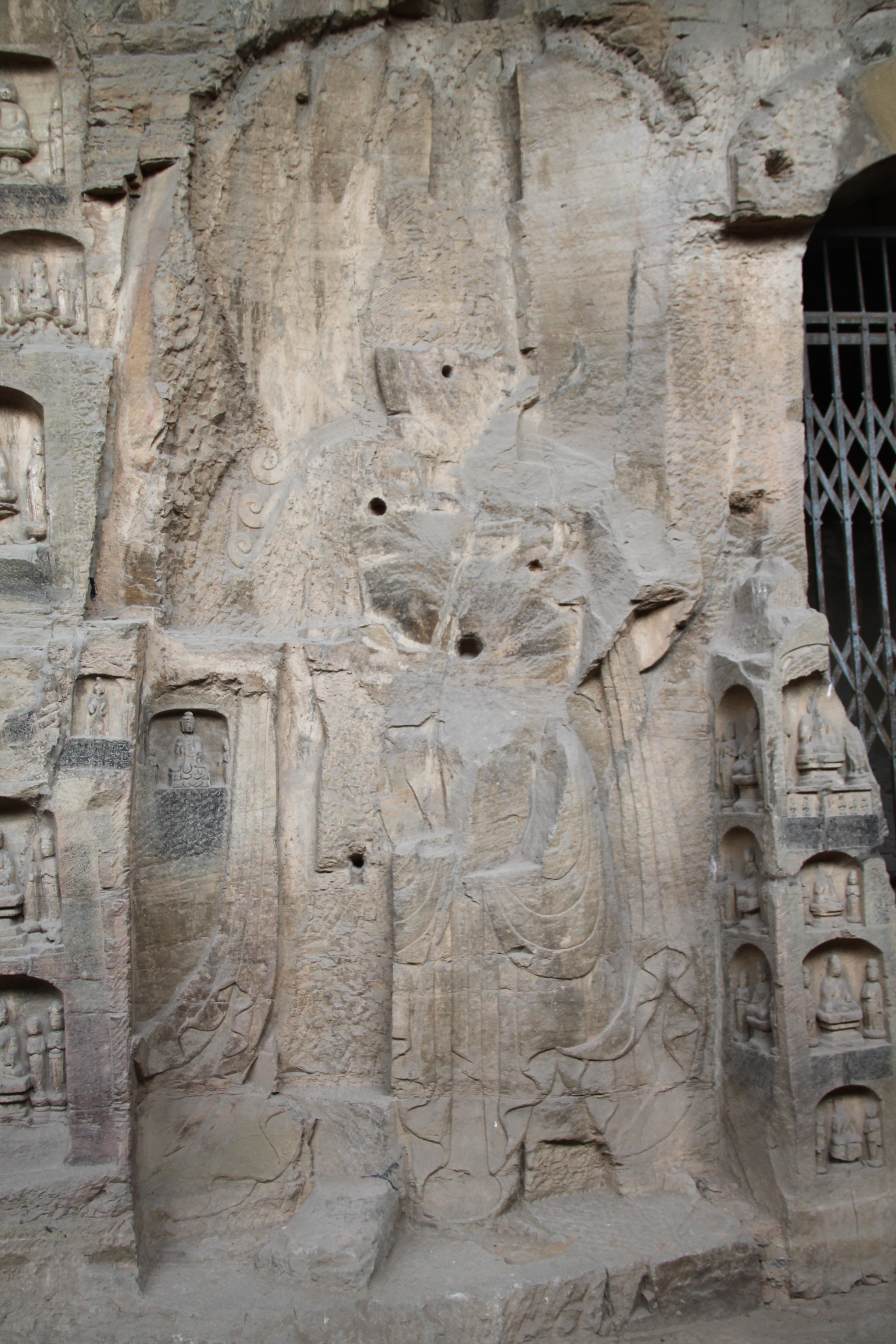
外壁面の金剛力士像
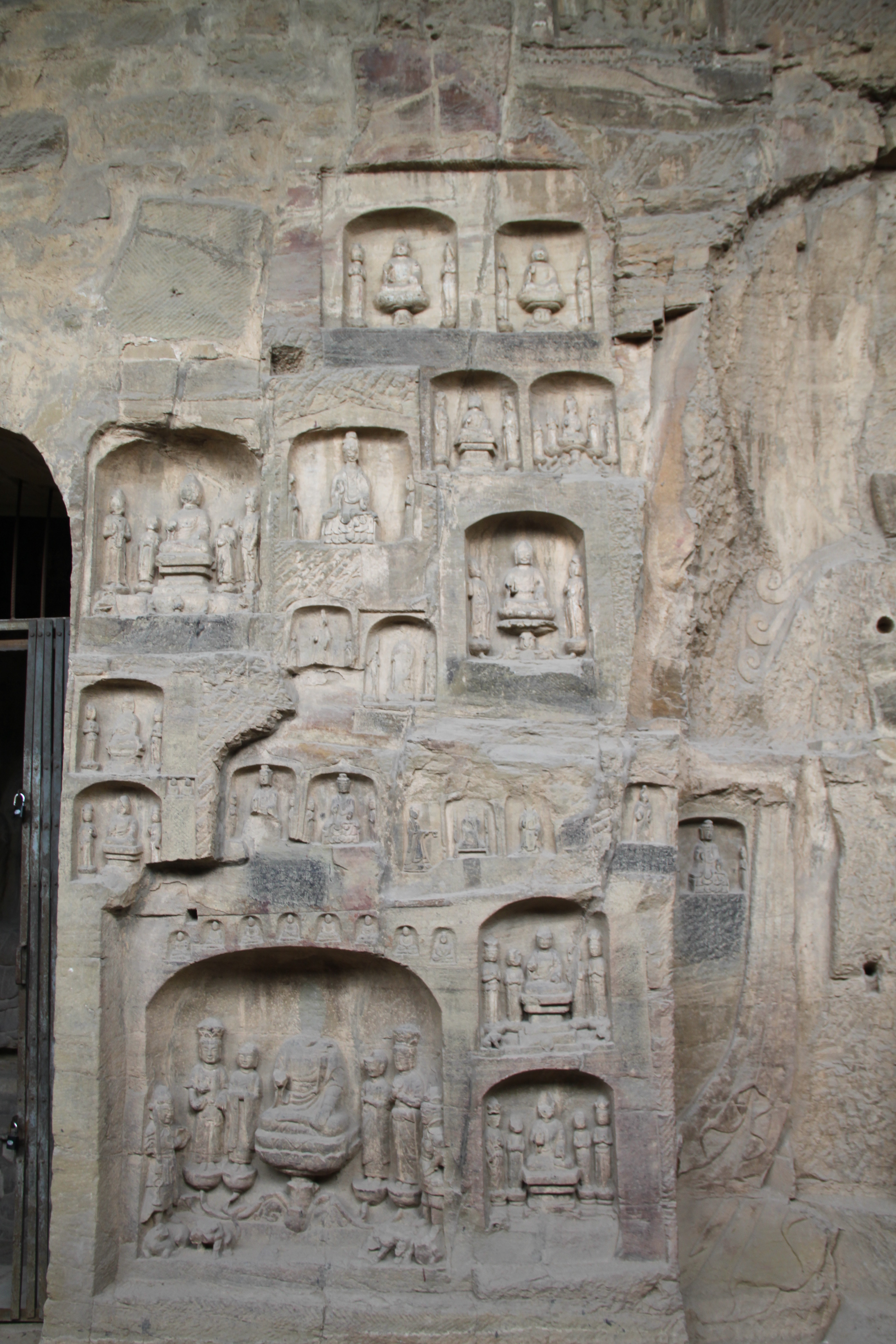
外壁面に追刻された仏龕群

## 沿革

### 前史
北魏の皇帝は仏教を篤く信仰したとされ、文成帝期には皇帝を仏の化身と見なすようになる。北魏の仏教文化は孝文帝の代に最盛期を迎え、494年に洛陽に遷都すると『洛陽伽藍記』が「京城表裏、凡そ一千寺余り」と評したように多くの洛陽周辺に仏教寺院が建立された。
龍門石窟が開鑿されたのはこの頃である。宣武帝は両親である孝文帝と文昭皇后の為に龍門石窟の賓陽三洞の造営に着手した。しかし岩盤が弱く賓陽中洞のみが完成をみて放棄された。

### 希元寺創建と鞏県石窟の開鑿
『後魏孝文帝故希元寺之碑』によると「昔魏の孝文帝は志を得て（中略）鞏洛に雲飛し、ここにこの地に止まり伽藍を創建す」とあり、希元寺の創建は孝文帝より後とされている。また別の碑文では「宣武帝は鞏邑をもって水陸の要衝となし（中略）劉澄は洛水の北において山の陽を限る（中略）土木の制は固にあらず」とあり、宣武帝により石窟が開鑿が行われたことがうかがえる。
北魏王朝の寺院跡である龍門石窟の賓陽中洞には、皇帝と皇后が礼仏をする様子を描いた帝后礼仏図が存在するが、鞏県石窟にも同様に帝后礼仏図があることから北魏王朝が国力を費やして作り出した石窟とする説が有力である。制作年代については、仏像様式の点からも賓陽中洞に続く北魏後期であることが明らかにされている。具体的には、鞏県石窟の岸壁に刻まれた唐代龍朔年間の碑文『後魏孝文帝故希元寺之碑』に、希元寺が孝文帝の建立であると記されており、6世紀前期が有力視される。
各窟が開鑿された順について陳明達は、第1窟は517年に開鑿され523年に完成、第3窟と第4窟を517年に開鑿され528年に完成、第5窟を529年に開鑿され539年に完成としている。いっぽうで宿は、第1窟が最も早くその直後に第4窟が造られ、両方とも霊太后が幽閉される520年よりも前に完成していたとする。そして第5窟、第3窟と続くが、これらは520年代後半から530年代に完成したとしている。また八木は、第1窟を510年代後半に開鑿され520年までに完成、第3窟と第4窟を525年以降に開鑿され、527年までに完成、第5窟を530年代前半の造営としている。

### 衰退
『魏書』には528年2月に「群盗、鞏県以西、関口以東、公路潤以南を燃劫す」と記されており、この頃までに鞏県石窟は帝室専用の寺院ではなくなったと考えられる。普秦元年（531年）には外岸壁に最初に一般信者による造像龕が彫られている。これをはじめとして東魏・西魏・北斉の間に数十の造像龕が造られた。その後寺院は荒廃し、僧が居ない無住寺になっていたと『後魏孝文帝故希元寺之碑』に記される。唐の顕慶年間（656年から661年）になると優填王思慕像が造られ始め、龍朔から乾封（666年から668年）の間に造像は最盛期を迎えた。併せて古仏の修復も行われている。